# 大码头乡
大码头乡是中国山东省东营市广饶县下辖的一个乡。

## 行政区划
大码头乡下辖小码头前村、小码头后村、大码头一村、大码头二村、大码头三村、央上一村、央上二村、央上三村、央上四村、央上五村、新立村、屋子村、东常徐村、义和村、小丁家村、东燕村、南堤村、北堤村、杨宅村、高港村、东北坞村。